# Tifany Roux
Tifany Roux (Digne-les-Bains, 29 settembre 1997) è un'ex sciatrice alpina francese.

## Biografia
Specialista delle prove veloci originaria di Saint-André-les-Alpes e attiva dal settembre del 2013, Tifany Roux ha esordito in Coppa Europa il 31 gennaio 2014 a Serre Chevalier in supergigante (47ª); in Coppa del Mondo ha debuttato il 24 febbraio 2019 a Crans-Montana in combinata (24ª) e ha conquistato il miglior risultato il 12 gennaio 2020 ad Altenmarkt-Zauchensee nella medesima specialità (15ª).
Ai Mondiali di Cortina d'Ampezzo 2021, sua unica presenza iridata, si è classificata 34ª nel supergigante e non ha completato la combinata; ha preso per l'ultima volta il via in Coppa del Mondo il 20 gennaio 2024 a Jasná in slalom gigante, senza completare la prova, e il 22 marzo successivo ha conquistato a Kvitfjell in supergigante l'unica vittoria, nonché unico podio, in Coppa Europa. Si è ritirata dallo sci alpino al termine di quella stessa stagione 2023-2024, manifestando l'intenzione di dedicarsi al freestyle, specialità ski cross: la sua ultima gara nello sci alpino è stata un supergigante FIS disputato l'11 aprile a Morzine/Avoriaz. Non ha preso parte a rassegne olimpiche.

## Palmarès

### Coppa del Mondo
- Miglior piazzamento in classifica generale: 89ª nel 2020

### Coppa Europa
- Miglior piazzamento in classifica generale: 20ª nel 2024
- 1 podio:
  - 1 vittoria

#### Coppa Europa - vittorie
| Data          | Località  | Paese    | Specialità |
| ------------- | --------- | -------- | ---------- |
| 22 marzo 2024 | Kvitfjell | Norvegia | SG         |

Legenda:

SG = supergigante

### South American Cup
- Miglior piazzamento in classifica generale: 15ª nel 2024
- 2 podi:
  - 2 secondi posti

### Campionati francesi
- 6 medaglie:
  - 1 oro (slalom gigante nel 2023)
  - 2 argenti (discesa libera, supergigante nel 2021)
  - 3 bronzi (supergigante nel 2023; supergigante, slalom gigante nel 2024)